# Sheppey
Sheppey (Isle of Sheppey) – wyspa w południowo-wschodniej Anglii, w hrabstwie Kent, należąca do dystryktu Swale. Wyspa, licząca 91 km² powierzchni, położona jest na Morzu Północnym, u wybrzeża wyspy Wielka Brytania, nieopodal ujścia Tamizy. Od lądu oddziela ją kanał The Swale.
Połączenie z resztą Anglii zapewniają dwa mosty: drogowo-kolejowy, podnoszony Kingsferry Bridge zbudowany w latach 50. XX wieku oraz otwarty w 2006 roku drogowy Sheppey Crossing.
Gleby na Sheppey charakteryzują się dużą żyznością. Na wyspie uprawia się zboża i warzywa oraz hoduje się owce.
Głównymi miejscowościami na wyspie są Sheerness (port morski), Queenborough, Leysdown-on-Sea oraz Minster.
Do lat 90. XX wieku między Sheerness a holenderskim Vlissingen kursowały promy samochodowe.
Na wyspie znajdują się trzy więzienia.

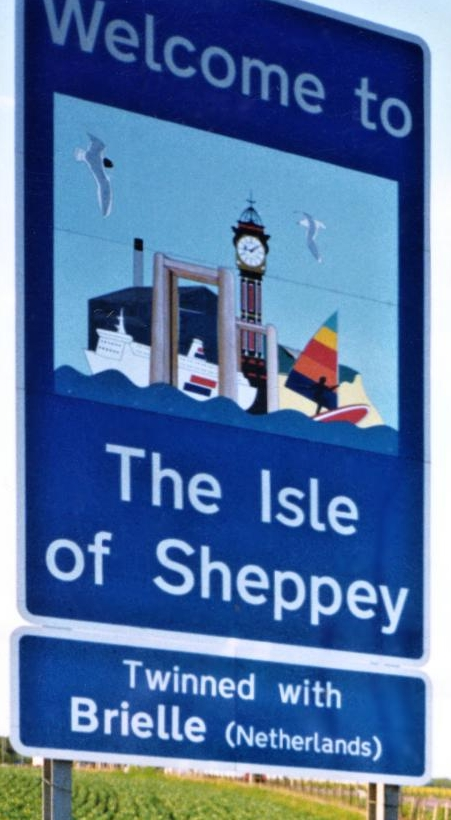
Witamy na wyspie
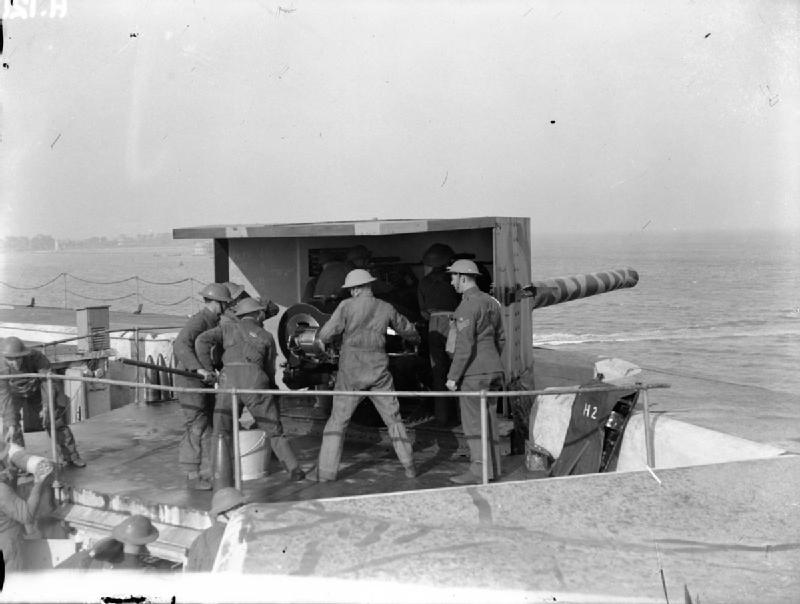
1939
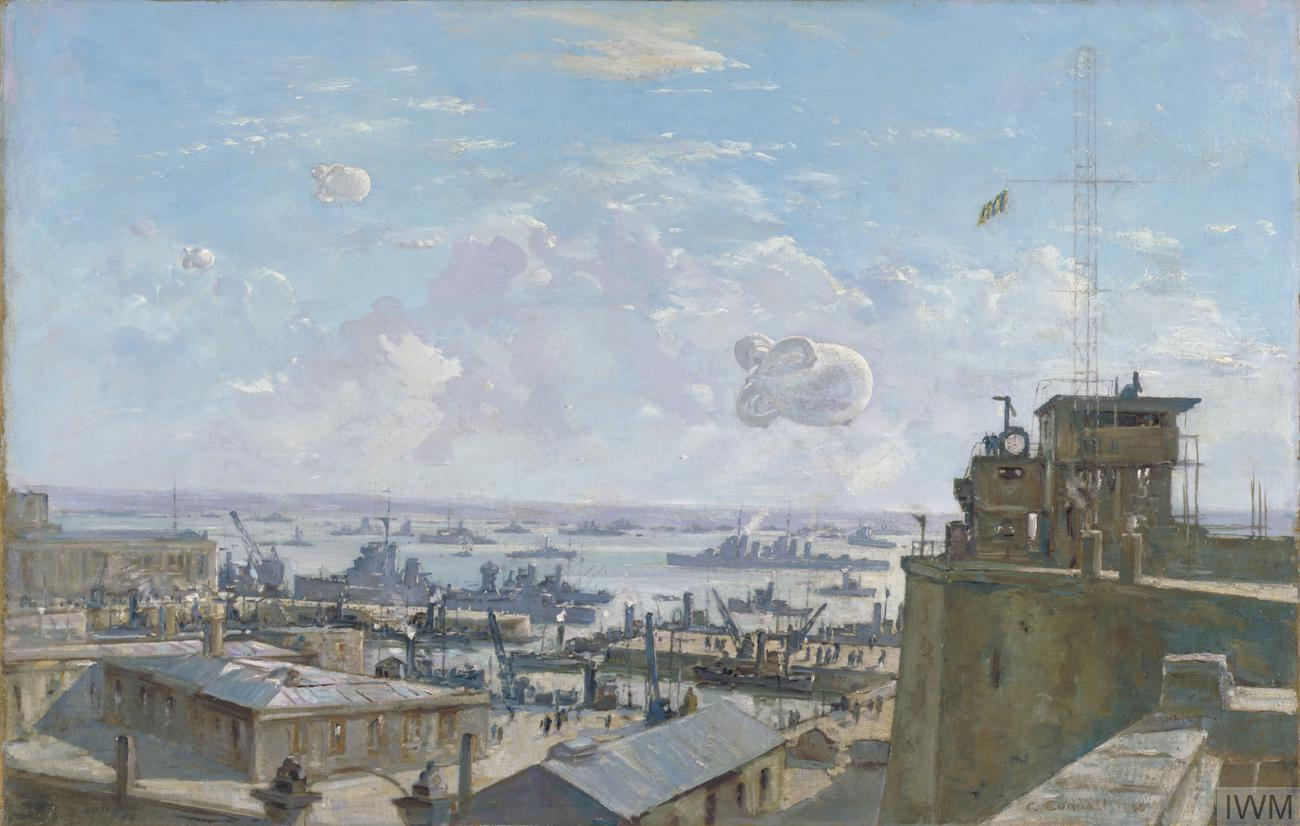
Podczas bitwy o Anglię
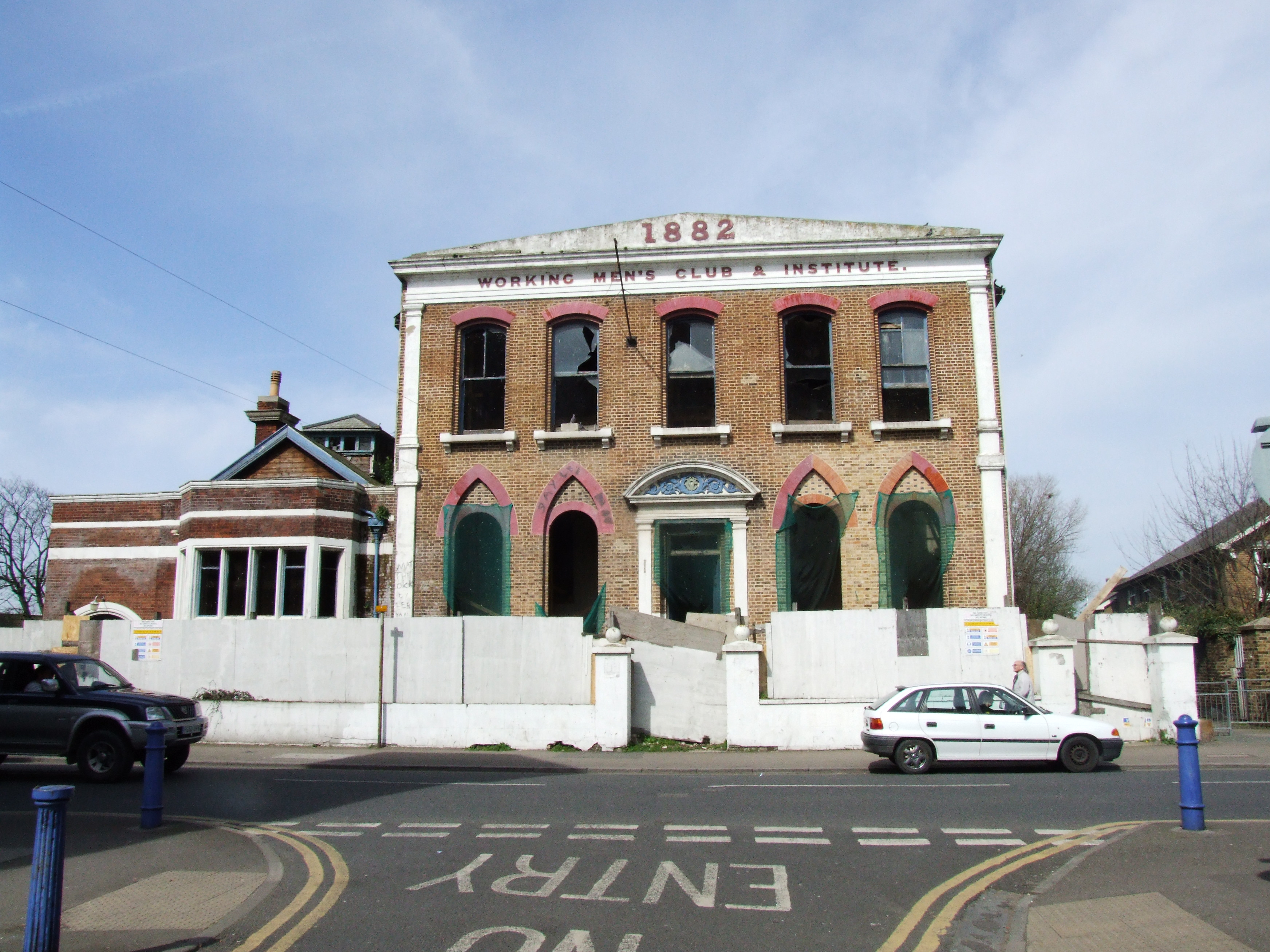
Miejsce spotkań